# باگز بانی: گمشده در زمان
باگز بانی: گمشده در زمان (انگلیسی: Bugs Bunny: Lost in Time) یک بازی ویدئویی سکوبازی توسعه‌داده‌شده توسط بیهیویر اینترکتیو و انتشاریافته توسط انفوگرم است که برای پلی‌استیشن و مایکروسافت ویندوز در سال ۱۹۹۹ منتشر شد.